# Административное деление СССР на 1 января 1941 года

## СССР. 1 января 1941 года
СССР делился на республики
- общее число союзных республик — 16
- общее число автономных республик — 20
- общее число автономных областей — 9
- общее число краёв и областей — 107, в том числе:

1. общее число краёв — 6
2. общее число областей — 96
3. общее число внутрикраевых областей — 5

- общее число округов — 18, в том числе:

1. общее число национальных округов — 10
2. общее число административных округов — 8

- общее число уездов — 59
- общее число волостей — 1023
- общее число районов — 4007
- общее число городов областного подчинения — 425, в том числе с присоединенными сельсоветами — 41
- общее число сельсоветов — 70 034
- общее число районов в городах — 402
- общее число городов — 1241, пгт — 1711
- столица СССР — город Москва
- вновь образованы:

1. Карело-Финская ССР (31 марта 1940 года) из Карельской АССР РСФСР
2. Латвийская ССР (21 июля 1940 года, с 5 августа 1940 года — в СССР)
3. Литовская ССР (21 июля 1940 года, с 3 августа 1940 года — в СССР)
4. Молдавская ССР (2 августа 1940 года) из Молдавской АССР УССР
5. Эстонская ССР (21 июля 1940 года, с 6 августа 1940 года — в СССР)

- упразднены:

1. Карельская АССР (31 марта 1940 года) в Карело-Финскую ССР
2. Молдавская АССР (2 августа 1940 года) в Молдавскую ССР

- список республик:

1. РСФСР (г. Москва)
2. Украинская ССР (г. Киев)
3. Белорусская ССР (г. Минск)
4. Азербайджанская ССР (г. Баку)
5. Грузинская ССР (г. Тбилиси)
6. Армянская ССР (г. Ереван)
7. Туркменская ССР (г. Ашхабад)
8. Узбекская ССР (г. Ташкент)
9. Таджикская ССР (г. Сталинабад)
10. Казахская ССР (г. Алма-Ата)
11. Киргизская ССР (г. Фрунзе)
12. Карело-Финская ССР (г. Петрозаводск)
13. Молдавская ССР (г. Кишинёв)
14. Литовская ССР (г. Вильнюс)
15. Латвийская ССР (г. Рига)
16. Эстонская ССР (г. Таллин)